# Società Polisportiva Oltrepò 1986-1987
Questa voce raccoglie le informazioni riguardanti la Società Polisportiva Oltrepò nelle competizioni ufficiali della stagione 1986-1987.

## Rosa
| N. |                   | Ruolo | Calciatore            |
| -- | ----------------- | ----- | --------------------- |
|    | Italia (bandiera) | C     | Luigi Alloni          |
|    | Italia (bandiera) | C     | Luigi Andreoni        |
|    | Italia (bandiera) | C     | Claudio Azzali        |
|    | Italia (bandiera) |       | Bailo                 |
|    | Italia (bandiera) | D     | Fausto Bertani        |
|    | Italia (bandiera) | A     | Giambattista Boffetti |
|    | Italia (bandiera) | C     | Fabrizio Bresciani    |
|    | Italia (bandiera) | D     | Fortunato Caracciolo  |
|    | Italia (bandiera) | D     | Nicola Chiolini       |
|    | Italia (bandiera) | D     | Paolo Dell'Acqua      |
|    | Italia (bandiera) | C     | Roberto Fagnocchi     |
|    | Italia (bandiera) | P     | Gianfranco Forin      |

| N. |                   | Ruolo | Calciatore         |
| -- | ----------------- | ----- | ------------------ |
|    | Italia (bandiera) | D     | Massimo Giacomotti |
|    | Italia (bandiera) | C     | Arcadio Groppi     |
|    | Italia (bandiera) | A     | Gabriele Magnifico |
|    | Italia (bandiera) | C     | Lorenzo Martinelli |
|    | Italia (bandiera) | C     | Francesco Maschi   |
|    | Italia (bandiera) | D     | Alberto Melgari    |
|    | Italia (bandiera) | C     | Guido Minetto      |
|    | Italia (bandiera) | C     | Guido Righi        |
|    | Italia (bandiera) | D     | Carlo Riviezzi     |
|    | Italia (bandiera) | A     | Paolo Tarozzi      |
|    | Italia (bandiera) | C     | Antonio Tonini     |
|    | Italia (bandiera) | P     | Paolo Viviani      |